# AVPR1B
AVPR1B (англ. Arginine vasopressin receptor 1B) – білок, який кодується однойменним геном, розташованим у людей на короткому плечі 1-ї хромосоми.  Довжина поліпептидного ланцюга білка становить 424 амінокислот, а молекулярна маса — 46 971.
| 10         |  | 20         |  | 30         |  | 40         |  | 50         |
| ---------- |  | ---------- |  | ---------- |  | ---------- |  | ---------- |
| MDSGPLWDAN |  | PTPRGTLSAP |  | NATTPWLGRD |  | EELAKVEIGV |  | LATVLVLATG |
| GNLAVLLTLG |  | QLGRKRSRMH |  | LFVLHLALTD |  | LAVALFQVLP |  | QLLWDITYRF |
| QGPDLLCRAV |  | KYLQVLSMFA |  | STYMLLAMTL |  | DRYLAVCHPL |  | RSLQQPGQST |
| YLLIAAPWLL |  | AAIFSLPQVF |  | IFSLREVIQG |  | SGVLDCWADF |  | GFPWGPRAYL |
| TWTTLAIFVL |  | PVTMLTACYS |  | LICHEICKNL |  | KVKTQAWRVG |  | GGGWRTWDRP |
| SPSTLAATTR |  | GLPSRVSSIN |  | TISRAKIRTV |  | KMTFVIVLAY |  | IACWAPFFSV |
| QMWSVWDKNA |  | PDEDSTNVAF |  | TISMLLGNLN |  | SCCNPWIYMG |  | FNSHLLPRPL |
| RHLACCGGPQ |  | PRMRRRLSDG |  | SLSSRHTTLL |  | TRSSCPATLS |  | LSLSLTLSGR |
| PRPEESPRDL |  | ELADGEGTAE |  | TIIF       |  |            |  |            |

A: Аланін

C: Цистеїн

D: Аспарагінова кислота

E: Глутамінова кислота

F: Фенілаланін

G: Гліцин

H: Гістидин

I: Ізолейцин

K: Лізин

L: Лейцин

M: Метіонін

N: Аспарагін

P: Пролін

Q: Глутамін

R: Аргінін

S: Серин

T: Треонін

V: Валін

W: Триптофан

Кодований геном білок за функціями належить до рецепторів, g-білокспряжених рецепторів, білків внутрішньоклітинного сигналінгу. 
Локалізований у клітинній мембрані, мембрані.